# Mami Kingetsu
Mami Kingetsu née le 2 avril 1965 à Akashi, est une seiyū et chanteuse japonaise.

## Biographie
Elle est actuellement affiliée à Aoni Production. Elle est surtout connue pour son rôle de Shiori Fujisaki dans la série Tokimeki Memorial. D'autres rôles notables incluent Izumi Himuro dans Princess Nine, Nagisa Shiozaki dans If I See You In My Dreams, Miss Merry Christmas & Stussy dans One Piece, Rei Kazama dans éX-Driver, Maki Kawasaki dans Burn-Up Excess, Li Xiangfei dans Fatal Fury / The King of Fighters; et Da Ji dans Warriors Orochi.